# 아리츠 엘루스톤도
아리츠 엘루스톤도 이리바리아(스페인어: Aritz Elustondo Irribarria, 1994년 3월 28일, 바스크 지방 산 세바스티안 ~)는 스페인의 프로 축구 선수로, 현재 레알 소시에다드에서 주로 우측 수비수를 맡고 있으며, 중앙 수비를 맡을 수도 있다.

## 클럽 경력
엘루스톤도는 바스크 지방 기푸스코아 주 산 세바스티안 출신으로 레알 소시에다드 유소년부를 졸업하였다. 2012년 7월 13일, 그는 테르세라 디비시온의 베아사인으로 임대되었고, 이후 성인 무대 신고식을 치렀다.
엘루스톤도는 2013년 6월에 그의 친정으로 돌아와 세군다 디비시온 B의 2군과 계약하였다. 2014년 1월 31일, 그는 2016년까지 유효한 새 계약서에 서명하였다.
2015년 1월 14일, 엘루스톤도는 2-2로 비긴 비야레알과의 그 해 코파 델 레이 경기에 출전하여 1군 무대 신고식을 치렀고, 도노스티아라인은 안방에서 2-2 무승부를 거두었다. 사흘 후, 그는 0-1로 패한 라요 바예카노와의 안방 경기에서 라 리가 경기 첫 출전을 기록했다.
엘루스톤도는 2015년 1월 31일, 1-4로 패한 레알 마드리드와의 원정 경기에서 첫 프로 무대 골을 넣었다. 이듬해 1월 3일, 에우세비오 사크리스탄 감독의 지휘 하에 주전으로 도약한 그는 하양-파랑 군단과의 계약을 2020년까지 연장하였다.